# Owyhee (Nevada)
Owyhee – jednostka osadnicza w Stanach Zjednoczonych, w stanie Nevada, w hrabstwie Elko.